# Bình Trưng (xã)
Bình Trưng là một xã thuộc tỉnh Đồng Tháp, Việt Nam.

## Địa lý
Xã Bình Trưng có vị trí địa lý:
- Phía đông giáp xã Long Định.
- Phía tây giáp phường Nhị Quý.
- Phía nam giáp xã Long Tiên và Vĩnh Kim.
- Phía bắc giáp xã Tân Phú và Tân Phước 3.

Xã Bình Trưng có diện tích 31,23 km², dân số năm 2025 là 34.618 người, mật độ dân số đạt 1.108 người/km².

## Hành chính
Xã Bình Trưng được chia thành 17 ấp: Bình, Bình Hòa A, Bình Hòa B, Bình Phú, Bình Thạnh, Bình Thới A, Bình Thới B, Bình Thuận, Bình Trung, Hòa, Hữu Bình, Hữu Hòa, Hữu Lợi, Hữu Thuận, Tây, Thuận, Trung Nam.

## Lịch sử
Sau năm 1975, xã Bình Trưng thuộc huyện Châu Thành.
Ngày 30 tháng 9 năm 2020, HĐND tỉnh Tiền Giang ban hành Nghị quyết số 18/NQ-HĐND về việc:
Xã Dưỡng Điềm
- Thành lập ấp Trung Nam trên cơ sở Ấp Trung và Ấp Nam.

Tính đến ngày 31 tháng 12 năm 2022, xã Bình Trưng có diện tích 9,18 km² và quy mô dân số là 11.318 người. Xã Dưỡng Điềm có diện tích 3,44 km² và quy mô dân số là 7.705 người. Xã Hữu Đạo có diện tích 4,75 km² và quy mô dân số là 4.966 người.
Ngày 28 tháng 9 năm 2024, Ủy ban Thường vụ Quốc hội ban hành Nghị quyết số 1202/NQ-UBTVQH15 về việc sắp xếp đơn vị hành chính cấp xã của tỉnh Tiền Giang giai đoạn 2023 – 2025 (nghị quyết có hiệu lực từ ngày 1 tháng 11 năm 2024). Theo đó, sáp nhập toàn bộ 3,44 km² diện tích tự nhiên, quy mô dân số là 7.705 người của xã Dưỡng Điềm và toàn bộ 4,75 km² diện tích tự nhiên, quy mô dân số là 4.966 người của xã Hữu Đạo vào xã Bình Trưng.
Xã Bình Trưng có 17,37 km² diện tích tự nhiên và quy mô dân số là 23.989 người.
Ngày 16 tháng 6 năm 2025, Ủy ban Thường vụ Quốc hội ban hành Nghị quyết số 1663/NQ-UBTVQH15 về việc sắp xếp các đơn vị hành chính cấp xã của tỉnh Đồng Tháp năm 2025. Theo đó, sắp xếp toàn bộ diện tích tự nhiên, quy mô dân số của xã Điềm Hy và Bình Trưng thành xã mới có tên gọi là xã Bình Trưng.
Sau khi sáp nhập, xã Bình Trưng có 31,23 km² diện tích tự nhiên và dân số 34.618 người.